# Карсон (река)
Карсон (англ. Carson River, Old River) — река в Неваде на западе США, протекает по территории округов Дуглас, Карсон-Сити, Лайон и Черчилл.
Имеет горный характер. Впадает в озеро Карсон. Длина реки составляет 240 км. Средний расход воды — 11 м³/с. Питание дождевое. Воды реки используются для орошения. Популярный туристический объект.